# مارلو کوک
مارلو کوک (به انگلیسی: Marlow Cook) سناتور سابق عضو حزب جمهوری‌خواه ایالات متحده آمریکا بود. وی در سال ۱۹۶۸ تا ۱۹۷۴ میلادی سناتور ایالت کنتاکی در سنای ایالات متحده آمریکا بود.